# De bezoeker uit de oertijd
De bezoeker uit de oertijd is het 44e verhaal uit de stripreeks Robbedoes en Kwabbernoot. Het verscheen in 1957 in delen in de nrs. 992-1018 van het striptijdschrift Spirou. Drie jaar later werd het als titelverhaal uitgegeven in album nr. 13, samen met het verhaal De graaf is verstrooid. Voor de albumversie werd een extra strook getekend.

## Verhaal
Tijdens een expeditie op Antarctica vindt de graaf Pancratius van Rommelgem het volledig intact gebleven ei van een plateosaurus. Hij besluit het ei in zijn laboratorium te Rommelgem kunstmatig te laten uitkomen, in het bijzijn van enkele collega-geleerden en Robbedoes en Kwabbernoot.
Door een fout wordt de pasgeboren dinosaurus in één nacht volwassen, waarna het reusachtige dier losbreekt uit de tuin van de graaf en in de stad grote verwoestingen aanricht. Het leger kan niets uitrichten, maar uiteindelijk weet de marsupilami de dinosaurus buiten westen te slaan. Het dier kan hierna veilig worden ondergebracht in een geïsoleerd reservaat buiten de stad, waar het voortaan als attractie dient.
De dinosaurus is een herbivoor en eet dus in principe geen mensen. Alleen wordt Sprotzek, een van Pancratius' collega's (die net bezig was te werken aan een waterstofbom), per ongeluk mee verslonden terwijl hij op een bankje achter een struik zat.
Doordat Kwabbernoot gedurende dit hele verhaal zwaar verkouden is, krijgt hij niets mee van alle gebeurtenissen.

## Achtergronden
- Franquins idee voor de scènes op de zuidpool valt mogelijk te verklaren doordat hij als kind dicht bij het Koninklijk Belgisch Instituut voor Natuurwetenschappen woonde en er frequent een bezoek bracht aan de zone over de polen. Het bewuste museum staat bekend voor zijn iguanodons, wat meteen ook het dinosaurusthema kan verklaren.
- Franquin maakte in dit verhaal duidelijk dat hij – zelf dienstweigeraar – een antimilitarist was: het leger delft het onderspit tegen de plateosaurus en ook het verdwijnen van Sprotzek valt hieronder.
- Een ander autobiografische kant is te zien in de zorg van de kleine dinosaurus: op het moment van tekenen, is er ten huize Franquin een nieuwe telg, Isabelle.
- Guust Flater kreeg in dit verhaal zijn eerste gastoptreden in de reeks, nog voordat hij de hoofdpersoon werd van zijn eigen reeks Guust.
- Franquin verwerkte in het verhaal een oud idee van hem: het opvoeren van een menigte, de panikerende bevolking van Rommelgem in dit geval, die zich als één geheel, als één personage, voortbeweegt.
- De inspiratie voor de vormgeving van Rommelgem kwam uit een dorpje uit de buurt van het Franse Laon.